# Протасовка
Прота́совка — деревня в Гатчинском муниципальном округе Ленинградской области.

## История
ПРОТАСОВКА — деревня гатчинских мещан, принадлежит ведомству Царскосельской городовой ратуши, число жителей по ревизии: 14 м. п., 16 ж. п. (1838 год)

ПРОТАСОВКА — деревня Царскосельской городовой ратуши, по просёлочной дороге, число дворов — 5, число душ — 12 м. п.(1856 год)

В середине 1850-х годов в деревне проживали 6 человек (2 м. п., 4 ж. п.) старообрядцев беспоповцев федосеевского согласия. 

ПРОТАСОВКА — деревня владельческая при речке Мондовке, число дворов — 7, число жителей: 15 м. п., 22 ж. п. (1862 год)

Согласно материалам по статистике народного хозяйства Царскосельского уезда 1888 года шесть имений при посёлке Протасовка принадлежали мещанам: Е. И. Гаврилову (Лупанову), А. Т. Пакулину, С. А., М. А. и Е. Т. Пакулиным, С. Ф. Пакулину, А. Тихоновой и В. Г. Хомутову, имения были приобретены до 1868 года. В своём имении С. Ф. Пакулин сдавал в аренду две дачи.
В конце XIX — начале XX века деревня административно относилась к Рождественской волости 2-го стана Царскосельского уезда Санкт-Петербургской губернии.
В 1913 году деревня насчитывала 7 дворов.
Согласно данным переписи населения СССР 1926 года в деревне Протасовка Кургиновского сельсовета Рождественской волости Троцкого уезда проживали 106 человек, все русские. В 1928 году население деревни составляло 106 человек.

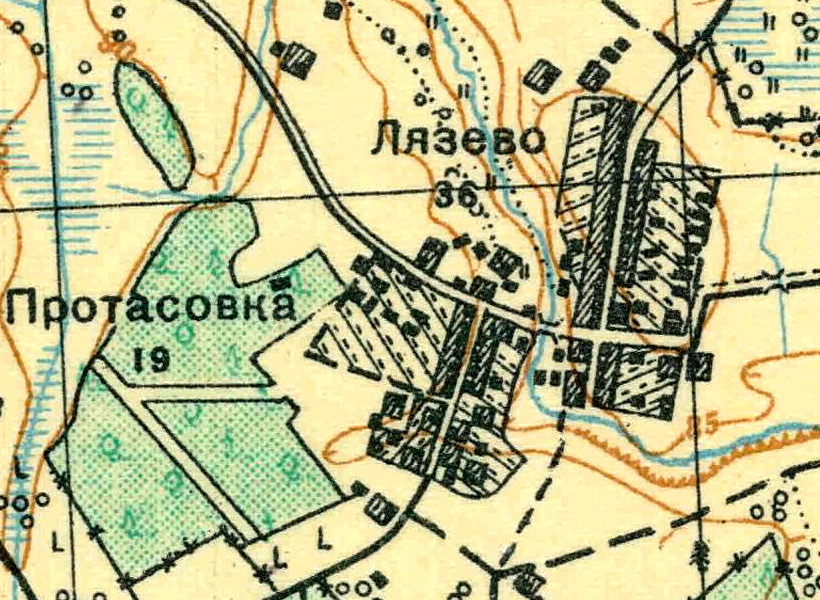
План деревни Лязево. 1931 год

Согласно топографической карте 1931 года деревня насчитывала 19 дворов.
По данным 1933 года деревня Протасовка входила в состав Орлинского сельсовета Красногвардейского района.
C 1 августа 1941 года по 31 декабря 1943 года находилась в оккупации.
В 1958 году население деревни составляло 134 человека.
По данным 1966, 1973 и 1990 годов деревня Протасовка входила в состав Сиверского сельсовета Гатчинского района.
В 1997 году в деревне проживали 19 человек, в 2002 году — 23 человека (русские — 96%), в 2007 году — 14.

## География
Деревня расположена в юго-западной части района к западу от автодороги 41К-099 (Сиверский — Куровицы).
Расстояние до административного центра поселения, посёлка городского типа Дружная Горка — 2 км.
Расстояние до ближайшей железнодорожной станции Сиверская — 10 км.
Деревня находится на правом берегу реки Моховка (Лязевка).

## Демография
| 1862 | 2007 | 2010 | 2017 |
| ---- | ---- | ---- | ---- |
| 37   | ↘14  | ↗30  | ↘13  |

### Национальный состав
Согласно данным Всероссийской переписи населения 2021 года в деревне проживали 15 человек, все русские.